# 31 octobre
Pour les articles homonymes, voir Trente-et-Un-Octobre.
31 septembre 31 novembre
Chronologies thématiques
- Croisades
- Ferroviaires
- Sports
- Disney
- Anarchisme
- Catholicisme

Abréviations / Voir aussi
- (° 1852) = né en 1852
- († 1885) = mort en 1885
- a.s. = calendrier julien
- n.s. = calendrier grégorien
- Calendrier
- Calendrier perpétuel
- Liste de calendriers
- Naissances du jour

Le 31 octobre est le 304e jour de l'année du calendrier grégorien, 305e lorsqu'elle est bissextile (il en reste ensuite 61).
C'est généralement le 10 brumaire du calendrier républicain ou révolutionnaire français, officiellement dénommé jour de la charrue.
Son équivalent du calendrier universel tombe toujours un mardi.

## Événements

### Vesiècle
- 473 : Léon (° en 467), petit-fils de l'empereur byzantin Léon Ier, est proclamé César.
- 475 : Romulus Augustule se fait proclamer empereur romain d'Occident.

### IXesiècle
- 802 : l’impératrice byzantine Irène est déposée, et est forcée de s’exiler sur l’île de Lesbos. Son ministre des finances lui succède, sous le nom de Nicéphore Ier.

### XVIesiècle
- 1517 : affichage des 95 thèses, des propositions de réformation du christianisme par Martin Luther, à la porte de l'église du château de Wittenberg.

### XVIIIesiècle
- 1758 : escale du Mary dans le Solent anglais ; 255 de ses 560 prisonniers acadiens meurent de maladie.
- 1793 : exécution des Girondins, en pleine Terreur révolutionnaire française.

### XIXesiècle
- 1822 : Agustín de Iturbide dissout le Congrès impérial.
- 1825 : promulgation de la première constitution de l’État de Sonora y Sinaloa, par le premier Congrès constitutionnel.
- 1861 : la Convention de Londres, entre l’Espagne, la France et le Royaume-Uni, assure de trouver une réponse au règlement des dettes (es) du Mexique.
- 1864 : le Nevada devient le 36e État de l’Union des États fédérés d'Amérique du Nord indépendants de l'Angleterre.
- 1870 : Le soulèvement du 31 octobre a eu lieu à Paris pendant le siège de la capitale, durant la guerre franco-allemande de 1870. Il visait à protester contre la politique militaire du gouvernement de la Défense nationale et à proclamer la Commune.

### XXesiècle
- 1916 : début de la neuvième bataille de l'Isonzo (première guerre mondiale).
- 1917 : les forces britanniques triomphent sur la coalition germano-turque, à la bataille de Beer-Sheva (première guerre mondiale).
- 1918 : 
  - Écrasés en Palestine par les troupes du général britannique Edmund Allenby, les Ottomans signent l'armistice.
  - Le sous-marin allemand U-135 menace de torpiller le cuirassé allemand SMS Thüringen, dont l'équipage s'est mutiné lorsque le commandement de la Kaiserliche marine a ordonné de livrer un dernier combat naval contre la marine britannique.
- 1922 : entrée en fonctions du gouvernement Mussolini, en Italie.
- 1925 : Ahmad Chah Qadjar est déposé comme chah d'Iran, mettant fin à la dynastie Kadjar.
- 1941 : le USS Reuben James (DD-245) est le premier navire de guerre américain coulé durant la Seconde Guerre mondiale.
- 1956 :
  - les forces françaises et britanniques bombardent les aérodromes égyptiens (crise du canal de Suez en Égypte).
  - résolution no 119 du Conseil de sécurité des Nations unies (plainte de l'Égypte).
- 1961 :
  - l'URSS fait exploser la Tsar Bomba, bombe H la plus puissante jamais expérimentée.
- 1968 : le président américain Lyndon B. Johnson ordonne l'arrêt total des bombardements au Nord Viêt-Nam.
- 1978 : approbation de la nouvelle Constitution espagnole par les Cortes.
- 1988 : début de l'affaire des disparus de Fontainebleau, dite aussi « des fiancés de Fontainebleau », affaire criminelle française non élucidée.
- 2000 : résolution no 1325 du Conseil de sécurité des Nations unies, portant sur les femmes, la paix et la sécurité, concernant spécifiquement l'impact de la guerre sur les femmes, et la contribution des femmes pour la résolution des conflits et pour une paix durable.

### XXIesiècle
- 2003 :
  - convention des Nations unies contre la corruption.
  - après vingt-deux ans au pouvoir, Mahathir Mohamad renonce à sa fonction de Premier ministre de Malaisie ; lui succède le jour même son vice-Premier ministre, Abdullah Ahmad Badawi.
- 2004 : Tabaré Vázquez est élu président de l'Uruguay, le premier président de gauche dans ce pays.
- 2010 : Dilma Rousseff remporte le second tour des élections présidentielles brésiliennes de 2010 contre José Serra, avec 56 % des voix, contre presque 44 % pour son adversaire.
- 2014 : Blaise Compaoré, le président du Burkina Faso, annonce sa démission, en réponse à des manifestations.
- 2016 :
  - fin de l’opération Sangaris en République centrafricaine.
  - Michel Aoun est élu président du Liban.
- 2020 :
  - en Côte d'Ivoire, l'élection présidentielle a lieu afin d'élire le chef de l'État[1]. Le président sortant Alassane Ouattara est réélu pour un troisième mandat[2].
  - en Géorgie, le premier tour des élections législatives a lieu afin de renouveler pour quatre ans les membres du Parlement du pays. La coalition au pouvoir Rêve géorgien arrive en tête du scrutin[3].
- 2021 : au Japon, les élections législatives ont lieu afin de renouveler ses 465 membres pour un mandat de quatre ans. Le Parti libéral-démocrate conserve sa majorité absolue[4].

- 2022 : au Liban, le mandat du président de la République, Michel Aoun, se termine, sans qu'un successeur soit désigné[5].
- 2023 : au Monténégro, le gouvernement de Milojko Spajić (photo) entre en fonction après avoir reçu le vote de confiance du Parlement[6].

## Arts, culture et religion
- 683 : alors que la ville de La Mecque est assiégée, la Kaaba — édifice sacré musulman — s’embrase et s’effondre.
- 1378 : couronnement de l'antipape Clément VII, début du Grand Schisme d'Occident.
- 1501 : le pape Alexandre VI Borgia se rend célèbre, à la suite de l'organisation d'une orgie à Rome en compagnie de ses propres enfants, ce qui crée un scandale dans tout leur royaume de Valence originel.
- 1512 : les fresques de la chapelle Sixtine, achevées par Michel-Ange après quatre années de travaux, sont inaugurées par le pape Jules II.
- 1517 : Martin Luther placarde ses 95 thèses à la porte de l'église de Wittemberg, en électorat de Saxe.
- 1541 : Michel-Ange termine sa peinture murale du Jugement dernier dans la chapelle Sixtine.
- 1587 : la Bibliothèque universitaire de Leyde ouvre ses portes, douze ans après son achèvement.
- 1614 : première de La Foire de la Saint-Barthélemy (en), de Ben Jonson, par la troupe des Hommes de Lady Élisabeth (en), au théâtre de l’Espérance (en) de Londres.
- 1615 : Miguel de Cervantès dédie la seconde partie de son Don Quichotte au comte de Lemos, Pedro Fernández de Castro y Andrade.
- 1628 : épuisés par la faim, qui a fait plus de 20 000 morts dans La Rochelle, depuis le début du siège de la ville par les troupes royales françaises en septembre 1627, les huguenots se rendent au cardinal de Richelieu, depuis trois jours.
- 1731 : expulsion des protestants de Salzbourg.
- 1907 : Jules Renard est élu au fauteuil de Huysmans en l'académie Goncourt.
- 1941 : l'ensemble monumental du mont Rushmore est achevé aux États-Unis, figeant dans la roche d'une falaise du mont les portraits sculptés des quatre anciens présidents américains George Washington, Thomas Jefferson, Abraham Lincoln et Teddy B. Roosevelt[7].
- 1992 : le Vatican réhabilite officiellement Galilée, 360 ans après son procès.
- 1997 : le pape Jean-Paul II reconnaît que les préjugés anti-juifs ont étouffé la « résistance spirituelle » de nombreux chrétiens face aux persécutions des Juifs par les nazis durant la Seconde Guerre mondiale.
- 1999 : l'Église catholique romaine et la Fédération luthérienne mondiale signent à Augsbourg, en Allemagne, la Déclaration commune sur la justification par la foi, qui règle un contentieux théologique né de la Réforme de Martin Luther, vieux de 482 ans jour pour jour.
- 2002 : les ateliers de haute-couture d'Yves Saint Laurent ferment définitivement leurs portes, après 40 années d'existence.
- 2010 : première diffusion américaine de la série The Walking Dead, sur la chaîne de télévision AMC.
- 2011 : l'Unesco admet la Palestine en tant qu'État membre.
- 2018 : en Inde, inauguration de la statue de l'Unité, la plus haute du monde.

## Sciences et techniques
- 2000 : lancement de Soyouz TM-31, conduisant les premiers astronautes-résidents — ainsi que le milliardaire Dennis Tito — jusqu’à la Station spatiale internationale.
- 2014 : le vaisseau SpaceShipTwo s'écrase peu après son décollage.
- 2015 : passage de l'astéroïde  2015 TB145 à proximité de la Terre, à 1,3 fois la distance Terre-Lune.

## Économie et société
- 588 : un tremblement de terre de magnitude 7 sur l’échelle de Richter, secoue la ville d’Antioche (Turquie), entraînant la mort d’environ 60 000 personnes et provoquant d’importants dégâts.
- 1662 : un séisme de magnitude 7,6 sur l’échelle de Richter, secoue Hyuga (Miyazaki, Japon), provoquant un tsunami et de nombreux morts.
- 1720 : un séisme de magnitude 6,8 sur l’échelle de Richter, se fait sentir à Taïwan et en Chine, provoquant de nombreuses pertes humaines.
- 1876 : un cyclone ravage l’Inde, provoquant environ 200 000 morts.
- 1944 : le docteur Petiot, tueur en série français, est arrêté.
- 1974 : week-end rouge à Montréal, début de la grève des pompiers, déclenchée par l'Association des pompiers de Montréal.
- 2000 : le vol 006 de Singapore Airlines s’écrase, en atterrissant sur l’aéroport de Taïpei, entraînant le décès de 83 passagers et 71 blessés.
- 2002 : à Houston (Texas), l’ancien directeur financier d’Enron, Andrew Fastow, est condamné par le tribunal fédéral américain, pour 78 chefs d’inculpation relatifs à des fraudes, blanchiment d'argent, conspiration et obstruction à la justice, en relation avec la faillite de son ancien employeur.
- 2010 : une fusillade de masse à l'intérieur de la cathédrale de Bagdad, perpétrée par un commando de l'Etat islamique, fait 68 morts .
- 2011 : la population mondiale est estimée par l'ONU à 7 milliards, en ce jour.
- 2015 : le vol 9268 Metrojet s’écrase, dans la péninsule du Sinaï, tuant les 224 passagers de l’appareil.
- 2017 : à New York, aux États-Unis, un attentat à la voiture-bélier fait huit morts et onze blessés.
- 2018 : au Pakistan, la chrétienne Asia Bibi, d'abord condamnée pour « blasphème », est acquittée par la Cour suprême du pays, et de violentes manifestations font rage dans tout le pays après cette décision.
- 2019 : les parties de la première cour du château de Shuri sont détruites par un incendie.

## Naissances

### XIIIesiècle
- 1291 : Philippe de Vitry, prélat et compositeur français de la période médiévale († 9 juin 1361).

### XIVesiècle
- 1345 : Ferdinand Ier dit Ferdinand le Beau, roi de Portugal de 1367 à 1383 († 22 octobre 1383).
- 1391 : Édouard Ier, roi de Portugal et des Algarves de 1433 à 1438 († 9 septembre 1438).

### XVesiècle
- 1424 : Ladislas III Jagellon, roi de Pologne de 1434 à 1444 et de Hongrie de 1440 à 1444 († 10 novembre 1444).

### XVIesiècle
- 1538 : Caesar Baronius, cardinal et historien italien († 30 juin 1607).
- 1542 : Henriette de Nevers, noble française, duchesse de Nevers et comtesse de Rethel († 24 juin 1601).
- 1599 : Denzil Holles, homme politique et écrivain anglais († 17 février 1680).

### XVIIesiècle
- 1620 : John Evelyn, écrivain, paysagiste et mémorialiste anglais († 27 février 1706).
- 1629 : Charles II de Mantoue, noble franco-italien, duc de Mayenne, de Nevers, de Rethel, de Mantoue et de Montferrat († 14 août 1665).
- 1632 : Johannes Vermeer, peintre néerlandais († 16 décembre 1675).
- 1636 : Ferdinand-Marie de Bavière, électeur de Bavière de 1651 à 1679 († 26 mai 1679).
- 1686 : Senesino (Francesco Bernardi dit), castrat italien († 27 janvier 1759).
- 1692 : Anne Claude de Caylus, écrivain, antiquaire et graveur français († 5 septembre 1765).

### XVIIIesiècle
- 1705 : Clément XIV (Giovanni Vincenzo Antonio dit), 249e pape, en fonction de 1769 à 1774 (22 septembre 1774).
- 1711 : Laura Bassi, physicienne et mathématicienne italienne (+ 20 février 1778)
- 1724 : Christopher Anstey, poète anglais († 3 août 1805).
- 1729 : Alonso Núñez de Haro y Peralta, prélat espagnol, archevêque de Mexico de 1772 à 1800 et vice-roi de Nouvelle-Espagne en 1787 († 26 mai 1800).
- 1737 : James Lovell (en), enseignant et homme politique américain († 14 juillet 1814).
- 1740 : Philippe-Jacques de Loutherbourg, peintre franco-anglais († 11 mars 1812).
- 1760 : Hokusai (Katsushika Hokusai / 葛飾 北斎 dit), peintre japonais († 10 mai 1849).
- 1795 : John Keats, poète britannique († 24 février 1821).
- 1798 : Ludwig Markus, historien, orientaliste et germaniste français d'origine allemande († 15 juillet 1843).

### XIXesiècle
- 1802 : Victor Frerejean, maître de forges français († 19 janvier 1886).
- 1815 : Karl Weierstrass, mathématicien allemand († 19 février 1897).
- 1825 : Charles Martial Lavigerie, cardinal français, évêque de Nancy de 1863 à 1867, archevêque d’Alger de 1867 à 1892 et de Carthage de 1884 à 1892 († 26 novembre 1892).
- 1827 : Richard Morris Hunt, architecte américain († 31 juillet 1895).
- 1831 : Paolo Mantegazza, médecin et écrivain italien († 28 août 1910).
- 1835 :
  - Adelbert Ames, militaire et homme politique américain, 27e gouverneur de Mississippi de 1868 à 1870 puis de 1874 à 1876 († 13 avril 1933).
  - Krišjānis Barons, écrivain letton († 8 mars 1923).
  - Adolf von Baeyer, chimiste allemand, prix Nobel de chimie en 1905 († 20 août 1917).
- 1838 : Louis Ier, roi de Portugal et des Algarves de 1861 à 1889 († 19 octobre 1889).
- 1840 : Franz Müller, tailleur et meurtrier allemand († 14 novembre 1864).
- 1847 : Galileo Ferraris, ingénieur et scientifique italien († 7 février 1897).
- 1848 : Boston Custer (en), militaire américain († 25 juin 1876).
- 1851 : Louise de Suède, fille du roi Charles XV, reine consort de Danemark de 1906 à 1912, épouse du roi Frédéric VIII († 20 mars 1926).
- 1856 : Charles Leroux (en) (né Joseph Johnson), parachutiste et ballonniste américain († 24 septembre 1889).
- 1860 : Juliette Gordon Low, scout américaine, fondatrice des Filles scouts des États-Unis d’Amérique († 17 janvier 1927).
- 1868 : John Weir Troy, homme politique et journaliste américain, gouverneur de l’Alaska de 1933 à 1939 († 2 mai 1942).
- 1871 : Adolphe Chatillon, religieux et éducateur canadien, vénérable († 28 avril 1929).
- 1872 : E. John Russell, chimiste anglais († 12 juillet 1965).
- 1875 :
  - Eugene Meyer, banquier et magnat de la presse américain († 17 juillet 1959).
  - Sardar Vallabhbhai Patel (वल्लभ भाई पटेल), homme politique et avocat indien, plusieurs fois ministre († 15 décembre 1950).
- 1876 : Natalie Clifford Barney, femme de lettres américaine († 2 février 1972).
- 1879 : Karel Hašler, acteur, metteur en scène, réalisateur, auteur-compositeur-interprète et écrivain tchèque († 22 décembre 1941).
- 1880 :
  - Julia Peterkin, auteure américaine († 10 août 1961).
  - Mikhaïl Tomski (Mikhaïl Pavlovitch Efremov / Михаи́л Па́влович Ефре́мов dit), syndicaliste, révolutionnaire et homme politique russe († 22 août 1936).
- 1881 : 
  - Toshizō Nishio (西尾 寿造), général japonais († 26 octobre 1960).
  - Julia Peterkin, écrivaine américaine, prix Pulitzer 1929 († 10 août 1961).
- 1883 : 
  - Marie Laurencin, peintre, graveuse, illustratrice et poétesse française († 8 juin 1956).
  - Anthony Wilding, joueur de tennis néo-zélandais († 9 mai 1915).
- 1885 : Karl Radek, révolutionnaire russe († 19 mai 1939).
- 1887 :
  - Tchang Kaï-chek (蔣介石), militaire et homme politique chinois, président de la République de 1928 à 1931, de 1943 à 1949 et de 1950 à 1975 († 5 avril 1975).
  - Édouard Charles « Newsy » Lalonde, hockeyeur canadien († 21 novembre 1970).
  - Henri Varna, comédien et parolier français († 10 avril 1969).
- 1888 : Napoleon Lapathiotis (en) (Ναπολέων Λαπαθιώτης), poète et auteur grec († 7 janvier 1944).
- 1889 : Maurice Noguès, pionnier de l'aviation français († 15 janvier 1934).
- 1892 : Alexandre Alekhine (Александр Александрович Алехин), joueur d'échecs russe († 24 mars 1946).
- 1895 :
  - Les Darcy, boxeur australien († 24 mai 1917).
  - Basil Henry Liddell Hart, militaire, théoricien et historien anglais († 29 janvier 1970).
  - Louis Née, directeur de la photographie français († 29 décembre 1977).
- 1896 : Ethel Waters, chanteuse et actrice américaine († 1er septembre 1977).
- 1898 : Alfred Sauvy, économiste et sociologue français, probablement à l'origine de la locution Tiers monde († 30 octobre 1990).

### XXesiècle
- 1902 :
  - Julia Lee, chanteuse et pianiste américaine († 8 décembre 1958).
  - Abraham Wald, mathématicien hongrois († 13 décembre 1950).
- 1907 :
  - Stéphane Errard, spéléologue français († 26 décembre 1983).
  - Edgar Sampson, musicien et compositeur américain († 16 janvier 1973).
- 1908 : 
  - Sidney Cole, producteur, scénariste, monteur et réalisateur britannique († 25 janvier 1998).
  - Muriel Duckworth (en), militante canadienne († 22 août 2009).
  - Charles Lieby, résistant français, batelier du Rhin († 27 septembre 1943).
- 1909 : Jean Colin, spéléologue français († 11 juin 1971).
- 1912 :
  - Dale Evans (Lucille Wood Smith dite), chanteuse et actrice américaine, épouse de l'acteur Roy Rogers († 7 février 2001).
  - Ollie Johnston (Oliver Martin Johnston Jr. dit), dessinateur et animateur américain († 14 avril 2008).
  - Antonio Vilar, acteur portugais († 15 août 1995).
- 1914 :
  - Joseph « Joe » Carcione (en), avocat et écrivain américain († 2 août 1988).
  - John Hugenholtz (Johannes Bernhardus Theodorus « Hans » Hugenholtz dit), concepteur de circuits automobiles néerlandais († 25 mars 1995).
- 1915 : 
  - Jane Jarvis (en), pianiste et compositrice américaine († 25 janvier 2010).
  - Vittoria Nenni, militante antifasciste italienne († 15 juillet 1943).
- 1916 : Carl Johan Bernadotte, prince suédois, plus jeune fils du roi Gustave VI Adolphe († 5 mai 2012).
- 1917 :
  - William H. McNeill, historien et auteur canado-américain († 8 juillet 2016).
  - Jean Pouilloux, archéologue français académicien ès inscriptions et belles-lettres († 23 mai 1996).
  - Gordon Steege, aviateur militaire australien († 1er septembre 2013).
- 1918 : Ian Stevenson, psychiatre et parapsychologiste canadien († 8 février 2007).
- 1919 :
  - Daphne Oxenford (en), actrice anglaise († 21 décembre 2012).
  - Magnus Wenninger (en), mathématicien américain († 17 février 2017).
  - John Sylvester White, acteur américain († 11 septembre 1988).
- 1920 :
  - Richard Stanley « Dick » Francis, écrivain gallois († 14 février 2010).
  - Joseph Gelineau, prêtre jésuite, compositeur et liturgiste français († 8 août 2008).
  - Dedan Kimathi, chef rebelle kényan († 18 février 1957).
  - Helmut Newton, photographe allemand († 23 janvier 2004).
  - Friedrich « Fritz » Walter, footballeur allemand († 17 juin 2002).
- 1921 : Louis-de-Gonzague Langevin, prélat québécois († 21 juillet 2003).
- 1922 :
  - Barbara Bel Geddes, actrice américaine († 8 août 2005).
  - Illinois Jacquet (Jean-Baptiste Illinois Jacquet dit), saxophoniste américain de jazz († 22 juillet 2004).
  - Norodom Sihanouk (នរោត្តម សីហនុ), roi du Cambodge de 1941 à 1955 puis de 1993 à 2004, et chef d’État de 1960 à 1970 († 14 octobre 2012).
- 1923 : Maurice Chevit, acteur et dramaturge français († 2 juillet 2012).
- 1925 :
  - Lawrence Arthur Cremin, historien et auteur américain († 4 septembre 1990).
  - Lee Grant (Lyova Haskell Rosenthal  dite), actrice et réalisatrice américaine.
  - Robin Moore (Robert Lowell Moore Jr. dit), écrivain américain († 21 février 2008).
  - John Pople, chimiste britannique, colauréat du prix Nobel de chimie en 1998 († 15 mars 2004).
  - Robert Brandley Rheault (en), militaire américain († 16 octobre 2013).
- 1926 : James Wilson Vincent « Jimmy » Savile, animateur de télévision et de radio et disc-jockey britannique († 29 octobre 2011).
- 1927 : Charles Cameron, illusionniste écossais († 7 janvier 2001).
- 1928 :
  - Jean-François Deniau, homme politique et diplomate français († 24 janvier 2007).
  - Roland Lepage, acteur et scénariste québécois.
  - Andrew Sarris (en), critique de films américain († 20 juin 2012).
  - Catherine Sellers (Jacqueline Toubiana-Tabbah dite), actrice française († 9 mars 2014).
- 1929 :
  - Edward Francis « Eddie » Charlton, joueur de billard et de snooker australien († 7 novembre 2004).
  - Paul-Marie Guillaume, évêque catholique français, évêque émérite de Saint-Dié.
  - William Orchard (en), poloïste et psychiatre australien († 27 octobre 2014).
  - Bud Spencer (Carlo Pedersoli dit), acteur, nageur et poloïste italien († 27 juin 2016).
- 1930 :
  - Michael Collins, astronaute américain des missions Gemini 10 et Apollo 11 († 28 avril 2021).
  - Booker Ervin, saxophoniste américain († 31 juillet 1970).
- 1931 :
  - Iivo Neï, joueur et entraîneur d’échecs estonien.
  - Daniel Irvin « Dan » Rather Jr., journaliste et présentateur américain.
- 1932 : Iemasa Kayumi (家弓 家正), doubleur et acteur japonais († 30 septembre 2014).
- 1933 :
  - Philippe « Phil » Goyette, hockeyeur professionnel québécois.
  - Eric Nesterenko, hockeyeur professionnel canadien († 6 juin 2022).
- 1934 : Fillie Lyckow, actrice suédoise († 2 avril 2015).
- 1935 :
  - Dale Brown, joueur et entraîneur américain de basketball.
  - Ronald Graham, mathématicien américain († 6 juillet 2020).
  - David Harvey, géographe britannique.
- 1936 :
  - Michael Landon (Eugene Maurice Orowitz dit), acteur américain († 1er juillet 1991).
  - Nicolas de Jesus Lopez Rodriguez, cardinal dominicain, archevêque de Saint-Dominique de 1981 à 2016.
- 1937 : 
  - Thomas Richard « Tom » Paxton, chanteur et compositeur folk américain.
  - Jean-Louis Servan-Schreiber, ou "JLSS", journaliste, patron de presse, et essayiste français († 28 novembre 2020).
- 1939 :
  - Thomas « Tom » O'Connor (en), acteur et présentateur anglais († 18 juillet 2020).
  - Michel Mouïsse, évêque catholique français, évêque de Périgueux de 2004 à 2014.
  - Ron Rifkin (Saul M. Rifkin dit), acteur américain.
  - Ali Farka Touré, musicien et chanteur malien († 7 mars 2006).
  - Judith Wilcox, femme politique et femme d’affaires anglaise.
- 1940 : Craig Rodwell, militant américain († 18 juin 1993).
- 1941 :
  - Daniel John « Dan » Alderson, scientifique américain († 17 mai 1989).
  - Michel Beaulieu, écrivain québécois († 10 juillet 1985).
  - Derek Bell, pilote automobile anglais.
  - Sally Kirkland, actrice, productrice et réalisatrice américaine.
  - Werner Krieglstein (sv), acteur, réalisateur et philosophe tchèque.
- 1942 :
  - Eduardo Castrillo (en), sculpteur et bijoutier philippin († 18 mai 2016).
  - Dave McNally, joueur de baseball américain († 1er décembre 2002).
  - David Ogden Stiers, acteur américain († 3 mars 2018).
- 1943 :
  - Elliott Forbes-Robinson, pilote automobile américain.
  - Paul Frampton (en), physicien anglais.
  - Aristotelis Pavlidis (en) (Αριστοτέλης Παυλίδης), homme politique grec († 25 octobre 2022).
  - Brian Piccolo, joueur de football américain († 16 juin 1970).
- 1945 :
  - Russell Glyn « Russ » Ballard (en), chanteur, musicien et compositeur anglais.
  - Brian Doyle-Murray, acteur, producteur et scénariste américain
  - Barrie Keeffe (en), dramaturge, scénariste et producteur anglais († 10 décembre 2019).
  - Avraham « Avi » Shlaim, historien israélo-britannique.
  - Themie Thomai, femme politique albanaise († 19 décembre 2020).
- 1946 :
  - Norman Lovett (en), comédien et scénariste anglais.
  - Stephen Rea, acteur nord-irlandais.
- 1947 :
  - Deidre Hall, actrice américaine.
  - Herman Van Rompuy, homme politique belge, Premier ministre de Belgique de 2008 à 2009 et président du Conseil européen de 2010 à 2014.
  - Frank Shorter, marathonien américain.
- 1948 : Michael Kitchen, acteur et producteur anglais.
- 1949 :
  - Mart Helme, journaliste, diplomate et homme politique estonien.
  - Robert Layne « Bob » Siebenberg, musicien américain du groupe Supertramp.
  - Terrence Wade Wilcutt, astronaute américain.
  - Alison Wolf, économiste anglaise.
- 1950 :
  - John Candy, acteur canadien († 4 mars 1994).
  - Zaha Hadid, architecte anglo-irakienne, prix Pritzker en 2004 († 31 mars 2016).
  - Jane Pauley (en) (Margaret Jane Pauley dite), journaliste et présentatrice américaine.
  - Antonio Taguba (en), militaire philippino-américain.
- 1951 :
  - Nicholas Lou « Nick » Saban, joueur puis entraîneur de football américain.
  - David Michael « Dave » Trembley, joueur, entraîneur et gérant américain de baseball.
- 1952 :
  - Bernard Edwards, musicien américain (Chic) († 18 avril 1996).
  - Joseph Henry « Joe » West, arbitre américain de baseball.
- 1953 :
  - Lionnel Astier, acteur et metteur en scène français.
  - John Lucas, joueur et entraîneur américain de basket-ball.
- 1954 :
  - Mari Okamoto (en) (岡本 茉利), actrice japonaise.
  - Ken Wahl, acteur américain.
- 1955 :
  - Michális Chryssohoïdis (Μιχάλης Χρυσοχοΐδης), homme politique et avocat grec, ministre de l'Ordre public de 1999 à 2003.
  - Susan Orlean, journaliste et auteure américaine.
- 1956 :
  - Bruce Bawer, critique littéraire, écrivain et poète américain.
  - Anders Lago (en), homme politique et avocat suédois.
  - Christopher de Leon (en), acteur, réalisateur, producteur et homme politique philippin.
  - Charles Moore, journaliste et éditeur anglais.
  - Mario Ramsamy, chanteur français.
- 1957 :
  - Brian Stokes Mitchell, acteur, compositeur et chanteur américain.
  - Shirley Phelps-Roper (en), avocate et militante américaine.
  - Robert Pollard, chanteur et musicien américain.
- 1958 : Jeannie Longo, championne cycliste française.
- 1959 :
  - Mats Näslund, hockeyeur suédois.
  - Neal Stephenson, auteur de science-fiction américain.
- 1960 :
  - Camille de Casabianca, cinéaste française.
  - Arnaud Desplechin, cinéaste français.
  - Luis Fortuño, homme politique et avocat portoricain, gouverneur de Porto Rico de 2009 à 2013.
  - Michael Anthony « Mike » Gallego, joueur et entraîneur de baseball américain.
  - Reza Pahlavi (رضا پهلوی), prince héritier iranien.
- 1961 :
  - Alonzo Babers, athlète américain, trois fois médaillé d’or olympique.
  - Jamae Kathryn « Kate » Campbell (en), chanteur, musicien et compositeur américain.
  - Peter Jackson, réalisateur et scénariste néo-zélandais.
  - Larry Mullen Jr. (Lawrence Joseph Mullenn dit), batteur du groupe irlandais U2.
- 1962 :
  - Jonathan Borden (en), neurochirurgien américain.
  - William P. « Bill » Fralic, Jr. (en), joueur et commentateur de football américain.
  - Anna Geifman (en), historien et auteur américain.
  - John Giannini (en), joueur et entraîneur de basket-ball américain.
  - Mari Jungstedt, journaliste et auteure suédoise.
  - André Lamy, imitateur et humoriste belge francophone.
  - Raphael Rabello, guitariste et compositeur brésilien († 27 avril 1995).
  - Dan Wood (en), hockeyeur canadien.
- 1963 :
  - Sanjeev Bhaskar, acteur et scénariste britannique.
  - Mikkey Dee (Michael Delaouglou dit), batteur suédois de heavy metal des groupes King Diamond, Motörhead et Scorpions.
  - Johnny Marr (John Martin Maher dit), guitariste britannique du groupe Smiths.
  - Frederick Stanley « Fred » McGriff, joueur de baseball américain.
  - Dermot Mulroney, acteur et producteur américain.
  - Robert Michael « Rob » Schneider, acteur américain.
  - Dunga (Carlos Caetano Bledorn Verri dit), footballeur brésilien.
- 1964 :
  - Martin « Marco » van Basten, footballeur néerlandais.
  - Frank Bruni (en), journaliste américain.
  - Colm Ó Cíosóig (en), batteur irlandais.
  - Darryl Worley (en), chanteur, guitariste et compositeur américain.
  - Martin « Marty » Wright dit « The Boogeyman », catcheur américain.
- 1965 :
  - Theodore « Blue » Edwards, basketteur américain.
  - Denis Irwin, footballeur irlandais.
  - Robert « Rob » Rackstraw (en), doubleur américain.
  - Paul du Toit (en), peintre et sculpteur sud-africain († 9 janvier 2014).
- 1966 :
  - Joseph Boyden, écrivain canadien.
  - Kirsty Duncan, femme politique canadienne, ministre des Sciences depuis 2015.
  - Adam Horovitz dit « Ad-Rock », musicien américain des Beastie Boys.
  - Koji Kanemoto (金本 浩二), lutteur japonais.
  - Michael Edward « Mike » O'Malley, acteur, producteur, réalisateur, scénariste américain.
- 1967 :
  - Vanilla Ice (Robert Matthew Van Winkle dit), rappeur, acteur et animateur américain.
  - Robert « Buddy » Lazier, pilote automobile américain.
  - Irina Pantaeva (Ирина Владленовна Пантаева), mannequin et actrice russe.
  - Adam Schlesinger, auteur-compositeur et producteur américain († 1er avril 2020).
- 1968 : Antonio Davis, basketteur et commentateur américain.
- 1969 : David Coburn, acteur et chanteur américain.
- 1970 :
  - Terry Alderton (en), comédien anglais.
  - Malin Sofia Katarina « Linn » Berggren (en), chanteuse et compositrice suédoise.
  - Mitch Harris, guitariste et compositeur américain.
  - Jon Kelly « Johnny » Moeller (en), guitariste américain.
  - Thomas Rogers Stevens (en), guitariste américain.
  - Steve Trachsel (en), joueur de baseball américain.
- 1971 :
  - Alphonso Ford, joueur de basketball américain († 4 septembre 2004).
  - Thomas James « Tom » Smith, joueur et entraîneur de rugby écossais.
  - Phillip Mikaera « Phil » Tataurangi (en), golfeur néo-zélandais.
  - Ian Walker, footballeur et gérant anglais.
- 1972 :
  - Shaun Bartlett, footballeur sud-africain.
  - Matthew James Sutherland « Matt » Dawson, joueur de rugby anglais.
  - Grigoris Georgatos (en) (Γρηγόρης Γεωργάτος), footballeur grec.
- 1973 :
  - Paul Abrahams (en), footballeur et entraîneur anglais.
  - Philippe Bas, acteur français.
  - Christopher Bevins (en), doubleur, producteur et scénariste américain.
  - Timothy Christopher « Tim » Byrdak, joueur de baseball américain.
  - David Dellucci, joueur et commentateur de baseball américain.
  - Beverly Lynne, actrice américaine.
- 1974 :
  - Mustafa Kemal « Muzzy » İzzet, footballeur turco-anglais.
  - Fanny Lauzier, actrice québécoise.
  - Rogério Lima « Roger » Manganelli, bassiste, chanteur et compositeur brésilien.
- 1975 :
  - Fabio Celestini, footballeur et gérant suisse.
  - Keith Jardine, pratiquant américain d'arts martiaux mixtes .
  - Jonathan Lance « Johnny » Whitworth, acteur américain.
- 1976 :
  - Guti (José María Gutiérrez Hernández dit), footballeur espagnol.
  - Piper Perabo, actrice américaine.
- 1977 :
  - Sylviane Félix, athlète française, cinq fois médaillé d’or.
  - Séverine Ferrer, présentatrice de télévision, comédienne et chanteuse française.
- 1978 :
  - Franck Gastambide, comédien français.
  - Inka Grings, footballeuse allemande.
  - Emmanuel Izonritei (en), boxeur nigérien.
  - Marek Saganowski, footballeur polonais.
  - Mika Sugisaki (en) (杉崎 美香), actrice et présentatrice radio japonaise.
  - Martin Verkerk, joueur de tennis néerlandais.
- 1979 :
  - Niña Ruiz Abad, servante de Dieu philippine († 16 août 1993).
  - Ricardo Fuller, footballeur jamaïcain.
  - Simão Sabrosa, footballeur portugais.
- 1980 :
  - Samaire Armstrong, actrice, mannequin et styliste américaine.
  - Marcel Meeuwis, footballeur néerlandais.
  - Andre Owens, basketteur américano-bulgare.
  - Alondra de la Parra, chef d'orchestre mexicaine.
  - Eddie Kaye Thomas, acteur américain.
- 1981 :
  - Irina Denejkina (Ирина Денежкина), auteure russe.
  - Steven Hunter, basketteur américain.
  - Franklin Anthony Thomas « Frank » Iero Jr., guitariste américain du groupe rock My Chemical Romance.
  - Michael Anthony « Mike » Napoli, joueur de baseball américain.
  - Selina Ren (任家萱), chanteuse et actrice taïwanaise.
  - Ronnie Taylor, basketteur américain.
- 1982 :
  - Jordan Bannister (en), footballeur et arbitre australien.
  - Justin Chatwin, acteur canadien.
  - Tomas Plekanec, hockeyeur tchèque.
- 1983 :
  - Adam Bouska (en), photographe et militant américain.
  - Christophe Jallet, footballeur français.
- 1984 :
  - Pat Murray, joueur de football américain.
  - Amanda Pascoe (en), nageuse australienne.
- 1985 : Fanny Chmelar, skieuse alpine allemande.
- 1986 :
  - Chris Alajajian (en), pilote automobile australien.
  - Stéphanie Dubois, joueuse de tennis québécoise.
  - Christie Hayes (en), actrice et productrice australienne.
  - Djo Kazadi Ngeleka, comédien, metteur en scène, auteur et humoriste congolais.
- 1987 :
  - Nicolas « Nick » Foligno, hockeyeur sur glace américain.
  - Jean-Karl Vernay, pilote automobile français.
- 1988 :
  - Cole Aldrich, basketteur américain.
  - Sébastien Buemi, pilote de Formule 1 suisse.
  - Jack Riewoldt (en), footballeur australien.
- 1989 :
  - Josh Hodgson, joueur de rugby anglais.
  - Warren Weir, athlète jamaïcain, trois fois médaillé d’or.
- 1990 :
  - J.I.D (Destin Route dit), rappeur américain.
  - Emiliano Sala, footballeur argentino-italien († 21 janvier 2019).
- 1991 : Sven Kaldre (en), basketteur estonien.
- 1992 :
  - Justin Edwards, basketteur canadien.
  - Vanessa Marano, actrice américaine.
- 1993 : Nadine Lustre, actrice et chanteuse philippine.
- 1995 : 
  - Joana Valle Costa (en), joueur de tennis portugaise.
  - Predrag Rajkovic , footballeur serbe
- 1997 : Marcus Rashford , footballeur anglais.
- 1998 : Alice Morel-Michaud, actrice québécoise.
- 1999 : Léa Serna, patineuse artistique française.
- 2000 : Willow Smith, actrice américaine, fille de Will Smith.

### XXIesiècle
- 2002: Ansu Fati , footballeur espagnol.
- 2005 : Leonor de Borbón Ortiz, princesse héritière du trône d'Espagne.

## Décès

### Xesiècle
- 971 : Oscytel, archevêque d'York (° inconnue).

### XIIesiècle
- 1147 : Robert de Gloucester, noble anglais, fils d’Henri Ier d'Angleterre (° vers 1090).

### XIIIesiècle
- 1214 : Aliénor d'Angleterre, reine consort de Castille (° 20 octobre 1162).

### XVesiècle
- 1448 : Jean VIII Paléologue, empereur byzantin de 1425 à 1448 (° 16 décembre 1392).

### XVIesiècle
- 1517 : Fra Bartolomeo (Baccio della Porta dit), religieux dominicain et peintre italien (° 28 mars 1472).

### XVIIesiècle
- 1641 : Cornelis Jol, amiral néerlandais (° 1597).
- 1659 : John Bradshaw, juge, avocat et homme politique anglais (° 15 juillet 1602).
- 1661 : Mehmet Köprülü, grand vizir de l’Empire ottoman de 1656 à 1661 (° 1583).

### XVIIIesiècle
- 1723 : Cosme III de Médicis, grand-duc de Toscane de 1670 à 1723 (° 14 août 1642).
- 1732 : Victor-Amédée II, prince de Piémont et duc de Savoie de 1675 à 1730, roi de Sicile de 1713 à 1720 et roi de Sardaigne de 1720 à 1730 (° 14 mai 1666).
- 1733 : Eberhard-Louis, duc de Wurtemberg de 1677 à 1733 (° 18 septembre 1676).
- 1744 : Leonardo Leo, compositeur italien (° 5 août 1694).
- 1765 : William Augustus, duc de Cumberland, prince britannique (° 26 avril 1721).
- 1768 : Francesco Maria Veracini, violoniste et compositeur italien (° 1er février 1690).
- 1793 : Jacques Pierre Brissot, homme politique français, chef de file des Girondins pendant la Révolution française (° 15 janvier 1754).

### XIXesiècle
- 1848 : Stephen Watts Kearny, militaire américain (° 30 août 1794).
- 1859 : Allyre Bureau, homme politique, écrivain, traducteur, journaliste et compositeur français (° 16 avril 1810).
- 1860 : Thomas Cochrane, comte de Dundonald, amiral et homme politique britannique (° 14 décembre 1775).
- 1869 : Charles Anderson Wickliffe (en), juriste et homme politique américain, 14e gouverneur de Kentucky de 1839 à 1840 (° 8 juin 1788).
- 1879 :
  - Jacob Abbot, écrivain américain (° 14 novembre 1803).
  - Joseph Hooker, militaire américain (° 13 novembre 1814).
- 1884 : Marie Bashkirtseff (Мария Константиновна Башкирцева), diariste, peintre et sculpteur russo-ukrainienne (° 11 novembre 1858).

### XXesiècle
- 1916 : Charles Taze Russell, pasteur américain (° 16 février 1852).
- 1918 :
  - Egon Schiele, peintre et dessinateur autrichien (° 12 juin 1890).
  - István Tisza, noble, homme politique et scientifique hongrois, Premier ministre de Hongrie de 1903 à 1905 et de 1913 à 1917 (° 22 avril 1861).
- 1920 : Alphonse Desjardins, journaliste et sténographe parlementaire québécois, fondateur des Caisses Desjardins (° 5 novembre 1854).
- 1921 : Albert Adamkiewicz, médecin germano-polonais (° 11 août 1850).
- 1925 :
  - Mikhaïl Frounze (Михайл Васильевич Фрунзе), dirigeant bolchévique russe (° 1885).
  - Max Linder (Gabriel Leuvielle dit), acteur français (° 16 décembre 1883).
- 1926 : Harry Houdini, prestidigitateur américain (° 24 mars 1874).
- 1929 :
  - António José de Almeida, physicien et homme politique portugais, président de la République du Portugal de 1919 à 1923 (° 27 juillet 1866).
  - Norman Pritchard, athlète anglo-indien (° 23 juin 1877).
- 1931 : Octave Uzanne, homme de lettres, bibliophile, éditeur et journaliste français (° 14 septembre 1851).
- 1932 : Charles Terront, cycliste français (° 25 avril 1857).
- 1936 : Ignacy Daszynski, homme politique polonais, Premier ministre en 1918 (° 26 octobre 1866).
- 1938 : Robert Woolsey, acteur américain (° 14 août 1888).
- 1939 : Otto Rank, psychologue et auteur autrichien (° 22 avril 1884).
- 1943 : Max Reinhardt (Max Goldmann dit), metteur en scène et réalisateur allemand (° 9 septembre 1873).
- 1946 : Gabriel Gabrio (Édouard Lelièvre dit), acteur français (° 13 janvier 1887).
- 1952 : Chit Hlaing, homme politique et avocat birman (° 1879).
- 1957 : Marcel Vallée, acteur français (° 15 janvier 1880).
- 1958 : Joaquin Garcia Monge, écrivain costaricien, directeur de la Bibliothèque nationale du Costa Rica (° 20 janvier 1881).
- 1959 : Jean Cabannes, physicien français (° 12 août 1885).
- 1960 : Harold Lenoir Davis, romancier et poète américain (° 18 octobre 1894).
- 1962 : 
  - Gabrielle Renaudot Flammarion, astronome français, veuve de Camille Flammarion (° 31 mai 1877).
  - Louis Émile Gratia, musicien et musicologue français (° 17 septembre 1878).
  - Louis Massignon, universitaire et islamologue français (° 25 juillet 1883).
- 1963 : Mesut Cemil (en), compositeur et violoncelliste turc (° 1902).
- 1964 : Theodore Freeman, astronaute américain (° 18 février 1930).
- 1967 : « Chicuelo » (Manuel Jiménez Moreno dit), matador espagnol (° 15 avril 1902).
- 1972 : William Ronald « Will » Durnan, joueur de hockey sur glace canadien (° 22 janvier 1916).
- 1973 : Malek Bennabi (مالك بن نبي), penseur algérien (° 1er janvier 1905).
- 1975 : Sachin Dev Burman (en) (শচীন দেববর্মণ), compositeur indien (° 1er octobre 1906).
- 1977 : Carroll Burleigh Colby (en), auteur et illustrateur américain (° 7 septembre 1904).
- 1980 : Jan Werich, acteur, auteur dramatique et écrivain tchèque (6 février 1905).
- 1983 :
  - George Halas, joueur et entraîneur de football américain (° 2 février 1895).
  - Sharof Rashidov (Шароф Рашидович Рашидов), homme politique et écrivain ouzbek (° 6 novembre 1917).
- 1984 :
  - Pierre Dufresne, acteur québécois (° 7 avril 1927).
  - Eduardo De Filippo, acteur, réalisateur et scénariste italien (° 24 mai 1900).
  - Indira Gandhi (इन्दिरा प्रियदर्शिनी गान्धी), femme politique indienne, Première ministre de l'Inde de 1966 à 1977 puis de 1980 à 1984 (° 19 novembre 1917).
- 1985 :
  - Anton Christoforidis (Αντώνης Χριστοφορίδης), boxeur grec (° 26 mai 1917).
  - Níkos Engonópoulos (Νίκος Εγγονόπουλος), peintre et poète grec (° 21 octobre 1907).
- 1986 : Robert Mulliken, physicien et chimiste américain, prix Nobel de chimie en 1966 (° 7 juin 1896).
- 1988 :
  - John Houseman, acteur et producteur américain (° 22 septembre 1902).
  - Alfred Pellan, peintre québécois (° 16 mai 1906).
- 1991 : Joseph Papp, producteur de théâtre américain (° 22 juin 1921).
- 1992 : Gary Rippingale (en), hockeyeur anglais (° 10 juillet 1974).
- 1993 :
  - Federico Fellini, metteur en scène italien (° 20 janvier 1920).
  - River Phoenix (River Jude Bottom dit), acteur américain (° 23 août 1970).
- 1995 : Rosalind Cash, actrice américaine (° 31 décembre 1938).
- 1996 : Marcel Carné, cinéaste français académicien ès beaux-arts (° 18 août 1906).
- 1997 : Aimable (Aimable Pluchard dit), accordéoniste français (° 10 mai 1922).
- 1998 : Elmer Vasko, hockeyeur canadien (° 11 décembre 1935).
- 1999 : Gregory William « Greg » Moore, pilote de course canadien (° 22 avril 1975).
- 2000 : Ring Lardner Jr., scénariste américain (° 19 août 1915).

### XXIesiècle
- 2001 :
  - Régine Cavagnoud, skieuse alpine française (° 27 juin 1970).
  - Solange Chaput-Rolland, animatrice, écrivaine et femme politique québécoise (° 14 mai 1919).
- 2002 :
  - Jean-Marie Fortier, prélat québécois, évêque de Gaspé de 1965 à 1968 puis archevêque de Sherbrooke de 1968 à 1996 (° 1er juillet 1920).
  - Lionel Poilâne, boulanger et homme d’affaires français (° 10 juin 1945).
  - Raymond Savignac, affichiste français (° 6 novembre 1907).
  - Mikhaíl Stasinópoulos (Μιχαήλ Στασινόπουλος), homme politique et avocat grec, président de la République de 1974 à 1975 (° 27 juillet 1903).
  - Raffaele « Raf » Vallone, acteur italien (° 17 février 1916).
- 2003 : José Juncosa, footballeur puis entraîneur espagnol (° 2 février 1922).
- 2004 : Valentin Nikolayev, lutteur soviétique puis russe (° 6 avril 1924).
- 2005 : Amrita Pritam, (ਅੰਮ੍ਰਿਤਾ ਪ੍ਰੀਤਮ), romancière indienne (° 31 août 1919).
- 2006 :
  - Michel Bernstein, producteur de musique, réalisateur artistique et compositeur français (° 1er avril 1931).
  - Pieter Willem Botha, homme politique sud-africain, président de l'Afrique du Sud de 1984 à 1989 (° 12 janvier 1916).
- 2007 :
  - Modest Cuixart, peintre espagnol (° 2 novembre 1925).
  - Raymond William Robert « Ray » Gravell, joueur de rugby gallois (° 12 septembre 1951).
  - Jacques Heuclin, homme politique français (° 10 juillet 1946).
  - Erdal İnönü, physicien et homme politique turc, Premier ministre par intérim en 1993 (° 6 juin 1926).
- 2008 :
  - John Daly, producteur de cinéma britannique (° 16 juillet 1937).
  - Louis « Studs » Terkel, journaliste, historien et auteur américain (° 16 mai 1912).
- 2009 :
  - Mustapha Mahmoud (مصطفى كمال محمود حسين), penseur, écrivain et médecin égyptien (° 25 décembre 1921).
  - Frederick Bernard « Tom » Wheatcroft, homme d’affaires anglais (° 8 mai 1922).
  - Qian Xuesen (钱学森), scientifique chinois (° 11 décembre 1911).
- 2010 :
  - Maurice Lucas, basketteur et entraîneur américain (° 18 février 1952).
  - Pierre-Luc Séguillon, journaliste de télévision français (° 13 septembre 1940).
  - Theodore Chaikin « Ted » Sorensen, conseiller politique, avocat et écrivain américain (° 8 mai 1928).
- 2011 :
  - Flórián Albert, footballeur hongrois (° 15 septembre 1941).
  - Ali Saibou, militaire et homme d'état nigérien, chef de l'État nigérien de 1987 à 1993 (° 1940).
- 2012 :
  - Gaetana « Gae » Aulenti, architecte, stylicien et théoricien italien (° 4 décembre 1927).
  - Guy Chambily, chef d'entreprise et dirigeant de football français (° 6 novembre 1932).
  - Alfons Demming, évêque allemand (° 29 février 1928).
  - John Fitch, pilote automobile américain (° 4 août 1917).
  - John Hathaway Reed, homme politique et diplomate américain, gouverneur du Maine de 1959 à 1967 et ambassadeur au Sri Lanka et aux Maldives de 1976 à 1977 et de 1982 à 1985 (° 5 janvier 1921).
  - Konstantin Vyrupayev, lutteur soviétique puis russe (° 10 octobre 1931).
- 2013 :
  - Irene Kane (Chris Chase dite), actrice, journaliste et écrivain américaine (° 12 janvier 1923).
  - Jean Otth, artiste contemporain suisse (° 16 novembre 1940).
  - Bobby Parker, guitariste, chanteur et compositeur américain (° 31 août 1937).
  - Gérard de Villiers, écrivain, journaliste et éditeur français (° 8 décembre 1929).
- 2014 :
  - Brad Halsey, joueur de baseball américain (° 14 février 1981).
  - Käbi Laretei, pianiste esto-suédois (° 14 juillet 1922).
  - Patrick Partridge, arbitre de football anglais (° 30 juin 1933).
  - Jean-Pierre Roy, joueur et analyste de baseball québécois (° 26 juin 1920).
  - Marc Wiel, urbaniste français (° 2 août 1940).
- 2015 :
  - Ants Antson, patineur de vitesse estonien (° 11 novembre 1938).
  - Thomas Blatt, auteur polono-américain, survivant de la Shoah (° 15 avril 1927).
  - Gregg Palmer, acteur américain (° 25 janvier 1927).
  - Ryūzō Saki, écrivain japonais (° 14 avril 1937).
  - Augustus Alexander Savage « Gus » Savage, homme politique américain (° 30 octobre 1925).
- 2016 :
  - Silvio Gazzaniga, sculpteur italien (° 23 janvier 1921).
  - Vladimir Zeldine (Влади́мир Миха́йлович Зе́льдин), acteur russe (° 10 février 1915).
- 2017 :
  - Mircea Drăgan, réalisateur et scénariste roumain (° 3 octobre 1932).
  - Alain Mottet, acteur français (° 30 décembre 1928).
- 2018 :
  - Enzo Apicella, auteur de bandes dessinées italien (° 26 juin 1922).
  - Alain Baptizet, réalisateur, producteur et spéléologue français (° 1957).
  - Esquerdinha, footballeur brésilien (° 6 mai).
  - Tadeusz Kraus, footballeur puis entraîneur tchécoslovaque puis tchèque (° 22 octobre 1932).
  - Florence Malraux, assistante de réalisation française (° 28 mars 1933).
  - Willie McCovey, joueur de baseball américain (° 10 janvier 1938).
  - Roger Bootle-Wilbraham, homme politique britannique (° 2 avril 1945).
- 2019 : 
  - Anil Adhikari, homme politique indien (° 1948 ou 1949).
  - Tarania Clarke, footballeuse jamaïcaine (° 3 octobre 1999).
  - Florence Giorgetti, actrice française (° 15 février 1944).
  - Maurice Laval, journaliste français (° 8 septembre 1920).
  - Alfredo Molano Bravo, sociologue, journaliste et écrivain colombien (° 1944).
  - Amjad Nasser, journaliste, écrivain et poète jordanien (° 1955).
  - Yánnis Spanós, compositeur et parolier grec (° 26 juillet 1934).
- 2020 : 
  - Gérard Caron, designer français (° 30 août 1938).
  - Eduardo Castelló, cycliste sur route espagnol (° 4 mars 1940).
  - Sean Connery,  acteur et producteur britannique (° 25 août 1930).
  - Iba Der Thiam, homme politique sénégalais (° 26 février 1937).
  - Betty Dodson, écrivaine, formatrice en éducation sexuelle, graveuse et artiste visuelle américaine (° 24 août 1929).
  - Marc Fosset, guitariste de jazz français (° 17 mai 1949).
  - Jacques Golliet, homme politique français (° 14 décembre 1931).
  - MF DOOM (Daniel Dumile dit), rappeur et producteur musical britannique (° 13 juillet 1971).
  - Huda Naamani, écrivaine féministe, poétesse, éditrice et artiste libanaise (° 2 juin 1930).
  - Horacio Serpa Uribe, homme politique colombien (° 4 janvier 1943).
- 2021 :
  - Doğan Akhanlı, écrivain turc (° 18 mars 1957).
  - Jean-Marie Chevalier, économiste français (° 4 juin 1941).
  - Michel Robidoux, musicien canadien (° 10 juillet 1943).
  - Antonia Terzi, ingénieure italienne (° 29 avril 1971).
  - Catherine Tizard, femme d'État néo-zélandaise (° 4 avril 1931).
  - Włodzimierz Trams, basketteur polonais (° 12 mai 1944).
- 2022 : 
  - Philippe Alexandre, journaliste français (° 14 mars 1932).
  - Andrew Prine, (° 14 février 1936).
  - Keith Taylor, homme politique britannique (° 1er août 1953).
- 2023 :
  - Tyler Christopher, acteur américain (° 11 novembre 1972).
  - José Luis Dolgetta, footballeur international vénézuélien (° 1er août 1970).
  - Ernesto Ferrero, écrivain italien (° 6 mai 1938).
  - Elmar Wepper, acteur allemand (° 16 avril 1944).
  - Aldo Vastapane, homme d'affaires belge (° 1er février 1926).
  - Kōichi Yamamoto, homme politique japonais (° 4 septembre 1947).

## Célébrations
- Journée mondiale de l’épargne
- Bulgarie, Géorgie, Roumanie, Russie, Turquie et Ukraine : journée internationale pour la protection de la mer Noire[8], en particulier dans ces pays baignés par ladite mer (voir Saint Amplias ci-après).
- Costa Rica : día de las mascaradas tradicionales costarricenses[9], ou « journée des mascarades traditionnelles du Costa Rica » peut-être en lien avec Halloween ci-après.Évocation du Jack-o'-Lantern de Halloween

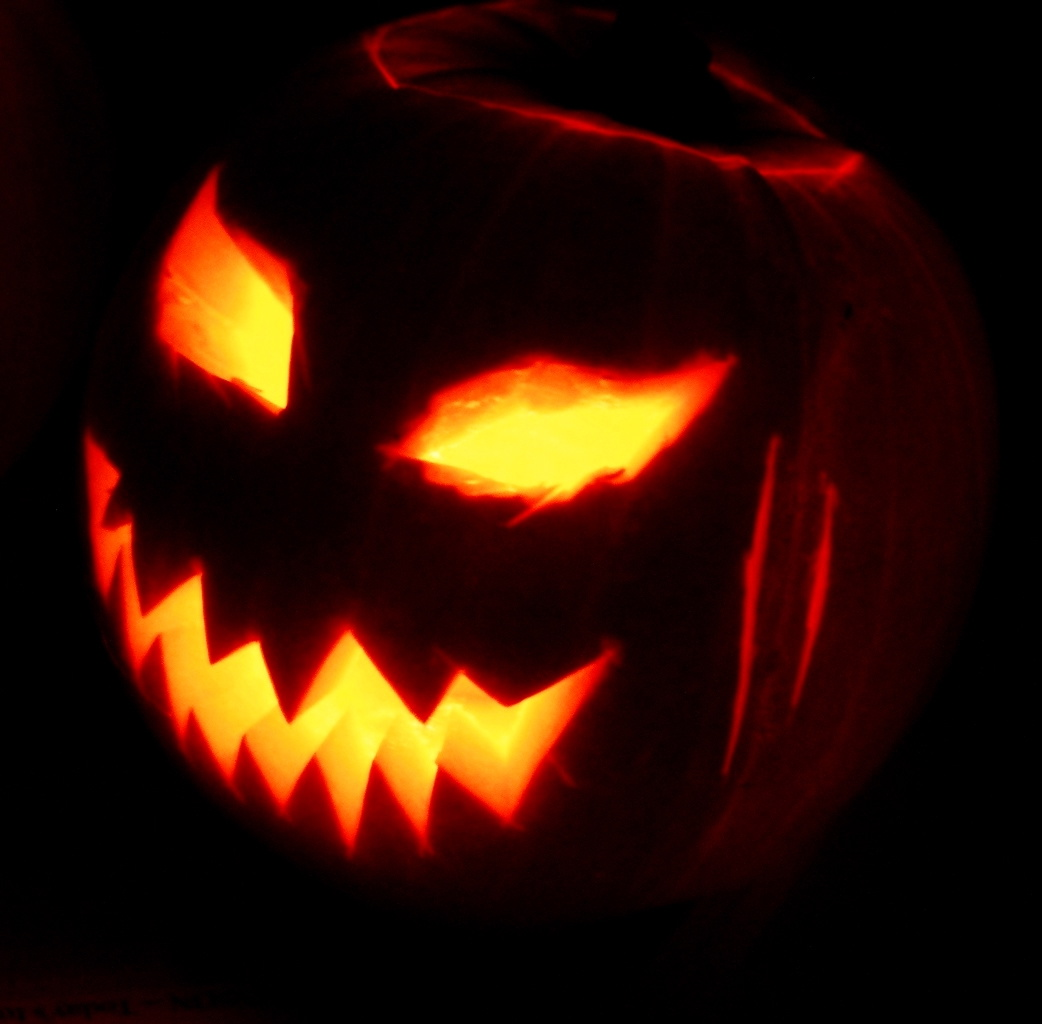
Évocation du Jack-o'-Lantern de Halloween

- Équateur : día del escudo nacional del Ecuador[10],[11] ou « journée des armoiries nationales de l'Équateur ».
- Pérou : día de la canción criolla de Perú[12] ou « journée de la chanson créole du Pérou » depuis 1944.

- Halloween : fête folklorique d'origine celtique principalement en Irlande (Ulster et Eire / Irlande, Grande-Bretagne, aux États-Unis, Canada et en Australie, équivalant à l'ancienne fête druidique (gauloise, bretonne, etc.) de Samain les veilles de l'équivalent des lendemains 1er novembre de l'ancien calendrier celtique (et pendant vers l'hiver boréal (hémisphère terrestre nord) de Carnaval dès l'Épiphanie vers les beaux jours, de la Chandeleur les 2 février ou encore de la mi-Carême etc. ; voir aussi Toussaint des 1er novembre et jours des défunts des 2 novembre les surlendemains, illustration ci-contre).

- Église évangélique luthérienne : fête de la Réformation en rapport avec les 95 remontrances de Luther en 1517, fériée dans plusieurs pays de tradition majoritaire protestante comme en Slovénie, mais aussi catholique comme au Chili (día nacional de las iglesias evangélicas y protestantes[13], ou « journée nationale des Églises évangéliques et protestantes », déplacée au vendredi antérieur ou postérieur si la date tombe respectivement un mardi ou un mercredi).

### Saints des Églises chrétiennes

#### Catholiques
- Amplias (en), Amplías ou Ampliatus (Ier siècle), chrétien romain (co-)destinataire d'une épître de Saint Paul (aux Romains : XVI, 8) dans le Nouveau testament biblique, peut-être devenu évêque d'Odyssopolis ou Odessos l'actuelle Varna bulgare alors en Macédoine romaine (sinon Odessa ; mais voir journée de protection de la mer noire plus haut qui concerne cette dernière comme Varna), considéré traditionnellement attaché à l'apôtre Saint André (voir 30 novembre), faisant partie des septante disciples du Seigneur selon l'Église orthodoxe orientale et martyr avec les saints Appelle, Aristobule, Narcisse d'Athènes, Stachys et Urbain.
- Antonin († vers 660 ou 677), évêque de Milan en Lombardie.
- Épimaque le Romain (IVe siècle), père du désert, avec Gordien, martyrs par le glaive à Alexandrie.
- Erth de Cornouailles († vers 512) — ou « Erc », « Ercus », « Herygh », « Urith » ou « Urith de Slane » —, missionnaire irlandais en Cornouailles.
- Feuillen († vers 655) — ou « Faelan », « Foillan », « Foïllan », « Faillan », « Pholien « ou « Flien » —, moine irlandais, frère de saints Ultan et Fursy, abbé de Burghcastle, en Angleterre, puis fondateur du monastère de Fosses-la-Ville en Darnau, martyr en Brabant, par la main de brigands.
- Noitburge (de) († vers 714) — ou « Notburga » —, fille du maire du palais Pépin d'Héristal, moniale à Cologne, en Rhénanie.
- Quentin († 303), martyr romain en Vermandois.
- Wolfgang de Ratisbonne (+ 994 - ° 934).

#### Saints et bienheureux des Églises catholiques
- Alphonse Rodriguez († 1617), frère jésuite à Palma de Majorque.
- Christophe († 1272) — ou « Christophe de Romagnola », ou « Christophe de Cahors » —, bienheureux, prêtre de l’ordre des Mineurs, envoyé à Cahors par saint Antoine de Padoue pour propager son ordre monastique.
- Dominique Collins († 1602), bienheureux, religieux jésuite, martyr à Youghal, en Irlande.
- Irene Stefani († 1930), bienheureuse religieuse italienne.
- Léon Nowakowski († 1939), bienheureux prêtre polonais mort martyr.
- María Isabel Salvat y Romero († 1998), religieuse espagnole.
- Thomas de Florence († 1447), missionnaire franciscain.

#### Saints orthodoxes,aux dates parfoisjuliennesou orientales
- Cent mille martyrs de Tbilissi († 1226).
- Nicolas de Chios († 1754), maçon, néo-martyr par la main de musulmans.
- Spiridon et Nicodème de Kiev (XIIe siècle), Moines de la laure de Kiev.

### Prénoms
Bonne fête aux Quentin, Quint ;
et aussi aux :
- Amplias, Amplías, Ampliatus ;
- Pholien,
- Wolfgang.

## Traditions et superstitions

### Astrologie
- Signe du zodiaque : 9e jour du Scorpion.

### Dicton du jour
- « À la saint-Quentin, la chaleur a sa fin. »[14] (malgré l'été indien des 13 septembre aux 11 novembre, entre autres dates)
- « Quand d'octobre vient la fin, Toussaint est au matin. »[15] (et certaines années un passage à une heure d'hiver plus proche de l'heure solaire).
- « Vilaine veille de Toussaint ne présage rien de bien. »[16]